# S/2004 S 6
S/2004 S 6 — імовірний супутник Сатурна. Відкритий 28 жовтня 2004 року групою американських астрономів на чолі з Кароліною Порко.